# El liquidador
El liquidador (en inglés The Adjuster) es una película dramática canadiense dirigida por Atom Egoyan. Se estrenó en 1991 en el marco del Festival de Cine de Nueva York.

## Sinopsis
El liquidador cuenta la historia de un ajustador de reclamaciones que se ve envuelto en una relación con uno de sus clientes. Aunque al principio parece querer ayudarle, a medida que se desarrolla la película la situación gana en complejidad. En cierta medida parece ser víctima de su propia situación.

## Reparto
- Elias Koteas como Noah Render.
- Arsinée Khanjian como Hera.
- Maury Chaykin como Bubba.
- Gabrielle Rose como Mimi.
- Jennifer Dale como Arianne.